# Phakellia
Phakellia är ett släkte av svampdjur. Phakellia ingår i familjen Axinellidae.

## Dottertaxa tillPhakellia, i alfabetisk ordning[1][2]
- Phakellia arctica
- Phakellia atypica
- Phakellia bettinae
- Phakellia bowerbanki
- Phakellia carduus
- Phakellia ceylonensis
- Phakellia columnata
- Phakellia connexiva
- Phakellia crassistylifera
- Phakellia crateriformis
- Phakellia dalli
- Phakellia dendyi
- Phakellia elegans
- Phakellia foliacea
- Phakellia folium
- Phakellia fusca
- Phakellia hooperi
- Phakellia izuensis
- Phakellia labellum
- Phakellia lambei
- Phakellia lamelligera
- Phakellia multiformis
- Phakellia palmata
- Phakellia paupera
- Phakellia perforata
- Phakellia plumosa
- Phakellia pygmaea
- Phakellia robusta
- Phakellia stelliderma
- Phakellia stipitata
- Phakellia sur
- Phakellia symmetrica
- Phakellia ventilabrum